# Malik Ambar
Malik Ambar (1548-1626) fou un alt càrrec del sultanat nizamshàhida d'Ahmadnagar. Era un africà d'Abissínia i, per tant, del grup anomenat habshi. Venut com esclau a Bagdad fou comprat pel wazir nizamshàhida. Poc després de la mort del seu amo manava una unitat de 150 cavallers (1596). El 1600 la fortalesa d'Ahmadnagar va caure en mans dels mogols. Malik Ambar, amb el suport de les faccions dels habshis i els daknis (decanis) va aconseguir salvar la dinastia posant al tron a Murtaza Nizam Shah II (o Murtada Nizam Shah II 1600-1610), i assolint ell mateix el poder efectiu en qualitat de wazir. Va eliminar el seu rival Maiyan Raju, que aspirava al poder militar (1607) i va lluitar contra els adilxàhides de Bijapur. També va lluitar contra els europeus (portuguesos) a la costa de Konkan, però sobretot contra els mogols al nord, que van organitzar diverses expedicions per sotmetre al wazir. Va establir un nou sistema fiscal més racional i fou l'impulsor del reclutament de la cavalleria maratha per a la guerra afavorint a algunes famílies marathes entre les quals la de Shaji Bhonsle, pare del que després fou el gran cap maratha Sivaji.